# 鄭夢憲
鄭夢憲（チョン・モンホン、1948年9月14日 - 2003年8月4日）は、韓国の実業家、現代財閥の2代目である。現代財閥の創始者鄭周永の5男、ジャーナリスト辺真一は同世代の親族にあたる。

## 生い立ち
ソウルに生まれる。1973年延世大学校国文科を卒業、1979年延世大学校大学院で修士の資格を得る。父や叔父、鄭夢九ら兄と同様に実業界に入り、1975年に現代重工業に入社後、現代建設、現代商船など現代グループの企業の重役を歴任した。そして1995年に現代グループの副会長に就任する頃から、父、鄭周永の後継者として頭角を現すようになる。
2000年、高齢となった父、鄭周永の後継者をめぐって兄の鄭夢九と激しく争った。鄭夢憲は韓国国内で「王子の乱」と言われたこの争いに勝利して現代グループの後継者となるものの、鄭夢九は現代自動車を率いて現代グループから独立し、また弟の鄭夢準も現代重工業を率いて独立してしまい、後に残された現代グループは出て行った現代自動車や現代重工業よりも規模が小さなグループになってしまった。

## 対北朝鮮事業
父、鄭周永が開始した金剛山観光事業など、対北朝鮮事業に積極的に関与し、1999年2月に創設された現代グループ内の対北朝鮮専門企業、現代峨山では理事となり、2000年6月には現代峨山理事会会長に就任。翌2001年3月に父、鄭周永が死去した後は、名実ともに現代グループ内で対北朝鮮事業の最高責任者となる。
事業を通して北朝鮮側との太いパイプが出来た鄭夢憲は北朝鮮を何度となく訪問し、金正日とも合計5回会談をした。鄭夢憲は2000年の南北首脳会談に際して韓国側代表団に選ばれるなど、韓国と北朝鮮との関係で幅広い活躍を見せた。一方、金剛山観光事業での設備投資や観光料など、2003年半ばまでに北朝鮮に対して5億ドルを上回る投資を行った。その上に南北首脳会談の直前、現代グループは銀行から不透明な巨額融資を受けた上に、総額5億ドルもの秘密支援を北朝鮮側に行っており、現代グループは約5年間に10億ドル以上の資金を北朝鮮につぎ込んだことになる。しかし金剛山観光客は思ったように増えず、その結果現代グループは巨額の赤字を抱え、ただでさえ小さくなったグループに深刻な打撃をもたらした。
2003年2月には5億ドルの対北朝鮮秘密支援が明らかになり、特別検事による捜査が行われることになった。盧武鉉大統領が許可しなかったことにより、特別検事の捜査は途中で中断するが、秘密送金の当事者である鄭夢憲への検察の事情聴取は続き、そのような中の2003年8月4日、ソウル特別市鍾路区にある現代峨山のオフィスから飛び降り自殺した。遺言には「遺骨は金剛山に撒いてほしい」と書かれていたが、現代グループを継ぐことになった妻の玄貞恩の反対によって、ソウル近郊の河南市の鄭氏一族の墓地に埋葬され、金剛山には遺髪などを納めた遺品箱が安置されることになった。
なお、鄭夢憲の後を追うようにして安相英・釜山市長や南相国・大宇建設社長、朴泰栄・全羅南道知事や俳優のイ・ウンジュ等の有名人が自殺、韓国で社会問題になった。
鄭夢憲の没後、2004年度からは金剛山観光は黒字を計上するようになり、生前は思うように進まなかった開城工業地区の開発も進みだした。金剛山でも開城でも韓国側と北朝鮮側が共に働く場面が増えており、京義線、東海線の鉄道、道路の南北連結工事も進み、金剛山では離散家族の面会所建設が行われている。それら全ての事業に現代峨山は深く関与しており、鄭夢憲が実業家として精魂を傾けた対北朝鮮事業はそれなりの成果を挙げ始めているのも事実である。
その一方、現代グループの対北朝鮮事業では5億ドルの対北朝鮮秘密支援など、巨額の資金が北朝鮮側に渡され続けており、大きな非難が集まっている。また巨額の資金を投入しているにもかかわらず、開城観光事業や白頭山観光事業など、北朝鮮側が事業の拡大に対して抵抗を続けており、やはり対北朝鮮事業は割の合わない事業との見方も強い。
鄭夢憲会長の死後、妻の玄貞恩会長が経営を継承したが、海運業が厳しい不況に突入し、経営危機が深刻化。また、軍事区域に入り込んだ韓国人観光客を北朝鮮の兵士が射殺する事件が発生したことを受けて2008年より金剛山への観光ツアーは韓国政府により停止され、結果2016年には現代証券を含む金融系列会社まで売却対象となり、現代グループは対北事業開始から20年で中堅企業レベルまで規模が縮小した。